# Al-Sayyida Nafisa
El mausoleu d'as-Sayyida Nafissa (àrab: مشهد السيدة نفيسة, maxhad as-Sayyida Nafīsa), localment Sitt Nefissa, o mesquita d'as-Sayyida Nafissa (àrab: مسجد السيدة نفيسة, masjid as-Sayyida Nafīsa) és un mausoleu i mesquita del Caire, a la Ciutat dels Morts, que pren el nom de la sàyyida Nafissa, filla d'al-Hàssan ibn Zayd ibn al-Hàssan i esposa de l'imam Jàfar as-Sàdiq, que va morir el gener de l'any 824, i hi és enterrada.
En la classificació de llocs on es fa la lectura de l'Alcorà, aquest mausoleu, on l'Alcorà s'hi llegeix el diumenge, ocupa el tercer rang. Generalment és visitat al capvespre. El sarcòfag només s'obre un cop l'any.